# Zimní olympijské hry 1952
Zimní olympijské hry 1952 (6. zimní olympijské hry) se konaly v roce 1952 v Oslu (Norsko).

## Volba hostujícího města
Volba se konala na 40. zasedání MOV 21. června 1947 ve Stockholmu (Švédsko). Hlasování dopadlo takto:
| Město                 | Země   | 1. kolo |
| Oslo                  | Norsko | 18      |
| Cortina d'Ampezzo     | Itálie | 9       |
| Lake Placid, New York | USA    | 1       |

## Kalendář soutěží
| ÚC | Úvodní ceremoniál | ● | Soutěžní den disciplíny | 1 | Finále disciplíny |  | Ukázkové disciplíny | ZC | Závěrečný ceremoniál |

| Únor               | 14. Čt | 15. Pá | 16. So | 17. Ne | 18. Po | 19. Út | 20. St | 21. Čt | 22. Pá | 23. So | 24. Ne | 25. Po | Finále |
| ------------------ | ------ | ------ | ------ | ------ | ------ | ------ | ------ | ------ | ------ | ------ | ------ | ------ | ------ |
| Ceremoniály        |        | ÚC     |        |        |        |        |        |        |        |        |        | ZC     |        |
| Alpské lyžování    | 1      | 1      | 1      | 1      |        | 1      | 1      |        |        |        |        |        | 6      |
| Bandy              |        |        |        |        |        |        |        | ●      | ●      |        | ●      |        | 0      |
| Běh na lyžích      |        |        |        |        | 1      |        | 1      |        |        | 2      |        |        | 4      |
| Boby               | ●      | 1      |        |        |        |        |        | ●      | 1      |        |        |        | 2      |
| Krasobruslení      |        |        | ●      | ●      |        | ●      | 1      | 1      | 1      |        |        |        | 3      |
| Lední hokej        |        | ●      | ●      | ●      | ●      | ●      | ●      | ●      | ●      | ●      | ●      | 1      | 1      |
| Rychlobruslení     |        |        | 1      | 1      | 1      | 1      |        |        |        |        |        |        | 4      |
| Severská kombinace |        |        |        | ●      | 1      |        |        |        |        |        |        |        | 1      |
| Skoky na lyžích    |        |        |        |        |        |        |        |        |        |        | 1      |        | 1      |
| Celkem disciplín   | 1      | 2      | 2      | 3      | 2      | 2      | 3      | 1      | 2      | 2      | 1      | 1      | 22     |
| Kumulativní součet | 1      | 3      | 5      | 7      | 10     | 12     | 15     | 16     | 28     | 20     | 21     | 22     |        |

## Počet medailí podle údajů mezinárodního olympijského výboru
| Pořadí | Země                         | Zlato | Stříbro | Bronz | Celkem |
| 1      | Norsko (NOR)                 | 7     | 3       | 6     | 16     |
| 2      | Spojené státy americké (USA) | 4     | 6       | 1     | 11     |
| 3      | Finsko (FIN)                 | 3     | 4       | 2     | 9      |
| 4      | Německo (GER)                | 3     | 2       | 2     | 7      |
| 5      | Rakousko (AUT)               | 2     | 4       | 2     | 8      |
| 6      | Kanada (CAN)                 | 1     | 0       | 1     | 2      |
| 6      | Itálie (ITA)                 | 1     | 0       | 1     | 2      |
| 8      | Velká Británie (GBR)         | 1     | 0       | 0     | 1      |
| 9      | Nizozemsko (NED)             | 0     | 3       | 0     | 3      |
| 10     | Švédsko (SWE)                | 0     | 0       | 4     | 4      |
| 11     | Švýcarsko (SUI)              | 0     | 0       | 2     | 2      |
| 12     | Francie (FRA)                | 0     | 0       | 1     | 1      |
| 12     | Maďarsko (HUN)               | 0     | 0       | 1     | 1      |
| Celkem | Celkem                       | 22    | 22      | 23    | 67     |

## Zajímavé momenty
- Zúčastnilo se 694 sportovců ze třiceti zemí. Premiéru na zimní olympiádě absolvovali Portugalci a Novozélanďané. Po nucené přestávce v roce 1948 se na olympiádu vrátilo Německo a Japonsko, i když účast zemí, které rozpoutaly druhou světovou válku, vzbudila v Norsku řadu protestů. Z domácí výpravy byl také vyřazen rychlobruslař Finn Hodt, obviněný z toho, že za války kolaboroval s okupanty.
- Centrem dění byl Bislett Stadion a kluziště Jordal Amfi, pouze sjezdařské soutěže se konaly v Norefjellu více než sto kilometrů od Osla.
- Poprvé byl na olympijský program zařazen ženský běh na lyžích (zatím pouze trať na 10 kilometrů).
- Ukázkovým sportem bylo poprvé v historii bandy za účasti týmů Norska, Švédska a Finska.
- Nejlepším sportovcem her byl domácí rychlobruslař Hjalmar Andersen, který získal tři zlaté medaile.
- Byla založena tradice slavnostního předávání olympijské vlajky pořadatelům příštích her (tzv. osloská vlajka).
- Oslo bylo první a zatím posledním hlavním městem, které hostilo zimní olympiádu (druhým bude Peking v roce 2022). To se projevilo i na rekordní návštěvnosti: téměř tři čtvrtě milionu diváků.[1]